# Anitrupial
Anitrupial (Anumara forbesi) är en fågel i familjen trupialer inom ordningen tättingar.

## Utseende och läten
Anitrupialen är en medelstor (21–24 cm), svart trupial. Fjäderdräkten är helt matt svart, ej glansig. Den har en slank näbb utan skåror, jämnlång med huvudet, rak och platt kulmen. Liknande chopitrupial är glansigare och har kortare näbb med skåror och tydligt böjd och rundad kulmen. Lätena består av hårda och oangenäma sträva toner och tjattrande ljud. Även högljudda och grova "check check" hörs, liksom nasala "tuí-lit".

## Utbredning och systematik
Den placeras som ensam art i släktet Anumara och är endast känd från ett fåtal områden i allra östligaste Brasilien. Tidigare placerades den i släktet Curaeus tillsammans med sydtrupialen (Curaeus curaeus), men DNA-studier visar att de inte är varandras närmaste släktingar.

## Status
Artens bestånd är sannolikt mycket litet och bestående av mycket små delpopulationer. Den tros också minska i antal till följd av avskogning, mestadels för omvandling till jordbruksmark. Internationella naturvårdsunionen IUCN kategoriserar arten som sårbar. Beståndet uppskattas till mellan 600 och 10 000 vuxna individer.

## Namn
Fågelns vetenskapliga artnamn hedrar William Alexander Forbes (1855-1883), brittisk zoolog och samlare av specimen i Afrika och Brasilien. Tidigare kallades den forbestrupial även på svenska, men tilldelades 2024 ett mer informativt namn av BirdLife Sveriges taxonomikommitté.